# Head Like a Hole
Head Like a Hole (conosciuto anche come Halo 03) è un singolo dei Nine Inch Nails, il secondo estratto dall'album Pretty Hate Machine.

## La canzone
La canzone è una protesta contro il materialismo, e l'ossessione per il denaro e tutto ciò che ne deriva.

## Tracce

### US version
1. "Head Like a Hole (Slate)" (remixed by Trent Reznor, Flood) - 4:13
2. "Head Like a Hole (Clay)" (remixed by Keith LeBlanc) - 4:30
3. "Terrible Lie (Sympathetic Mix)" (remixed by Reznor, Flood) - 4:26
4. "Head Like a Hole (Copper)" (remixed by Reznor, Flood) - 6:26
5. "You Know Who You Are" (remixed by Reznor, Flood) - 5:40
6. "Head Like a Hole (Soil)" (remixed by Reznor, Flood) - 6:38
7. "Terrible Lie (Empathetic Mix)" (remixed by Reznor, Flood) - 6:11
8. "Down in It (Shred)" (remixed by Adrian Sherwood, LeBlanc) - 6:51
9. "Down in It (Singe)" (remixed by Sherwood, LeBlanc) - 7:21
10. "Down in It (Demo)" (remixed by Reznor) - 3:55

### UK version
1. "Head Like a Hole (Clay)" (remixed by LeBlanc) - 4:30
2. "Head Like a Hole (Copper)" (remixed by Reznor, Flood) - 6:26
3. "Head Like a Hole (Opal)" (remixed by Reznor, Flood) - 5:18

## Curiosità
- La band punk-rock AFI ha realizzato una reinterpretazione di questa canzone che ha incluso nell'album Decemberunderground come traccia bonus
- La canzone, cantata da Miley Cyrus, è inclusa nel terzo episodio della quinta stagione di Black Mirror, Rachel, Jack e Ashley Too